# Weil, Landsberg
Weil là một đô thị thuộc huyện Landsberg trong bang Bayern của nước Đức.